# شیخ صالح قندی
شیخ صالح قندی، روستایی از توابع بخش موسیان شهرستان دهلران در استان ایلام ایران است.

## جمعیت
این روستا در دهستان ابوغویر قرار دارد و براساس سرشماری مرکز آمار ایران در سال ۱۳۸۵، جمعیت آن ۵۱۸ نفر (۹۸خانوار) بوده‌است.